# 松平康載
松平 康載（まつだいら やすとし）は、武蔵国川越藩の第2代（最後）の藩主（知藩事）。松井松平家13代。のち同家を離れ、旧上野国安中藩主・板倉家を継いで板倉 勝観（いたくら かつみ）を名乗り、子爵となった。

## 略歴
嘉永7年（1854年）10月11日、信濃国松本藩の前藩主松平光庸の九男として誕生した。慶応4年（1868年）8月29日、川越藩主・松平康英（松井松平家）の養子となる。明治2年（1869年）4月10日、康英の隠居により家督を相続し、版籍奉還を願い出た。同年6月10日、従五位下・周防守に叙任される。同年6月25日、版籍奉還に伴い、川越藩知事に任じられた。藩政改革に着手し、また、康英の代に収公された2万石の返還がなったが、財政難を克服することは出来なかった。
明治4年（1871年）7月14日、廃藩置県で知藩事職を免官された。その後、松平姓から松井姓に改め松井康載を名乗る。明治12年（1879年）3月15日、隠居し、家督を養子の松井康義（先代・康英が隠居後にもうけた次男）に譲った。明治13年（1880年）4月14日、位記を返上し、実家の戸田家（こちらも松平姓から改めた）に戻った。実家に復籍後、戸田央と称した。
明治19年（1886年）2月9日、板倉花子（上野安中藩主板倉勝殷の三女。前板倉勝任夫人）と結婚し、板倉家に入籍する。同年4月6日、板倉家の家督を相続する。同年4月9日、板倉勝観と改名する。板倉家は花子が女戸主のため、叙爵が遅れていたが、同年4月10日に従五位に、同年4月24日に子爵に叙せられた。

## 栄典
- 1886年（明治19年）
  - 4月10日 - 従五位[4]
  - 4月24日 - 子爵[5]
- 1918年（大正7年）7月10日 - 正三位[6]

## 系譜
父母
- 松平光庸（実父）
- 松平（松井）康英（養父）

夫人
- 板倉花子 - 板倉勝殷の三女

子女
- 板倉勝央

養子
- 松井康義 - 松平康英の次男